# Leendert Becu
Leendert (Leen) Becu (Cadzand-Bad 25 maart 1918 - Oostburg 6 mei 2019) was een Zeeuws waterbouwkundige, vooral bekend van de Deltawerken.
Becu was van 1946 tot 1982 werkzaam bij Rijkswaterstaat. Hij was betrokken bij talloze projecten, van de inpoldering van de Quarlespolder op Zuid-Beveland tot de bouw van de Oosterscheldekering. Becu schreef al zijn bevindingen en ervaringen op in dagboeken. Zijn minutieus beschreven waterbouwkundige activiteiten mondden uit in een boek: Dagboek van een waterbouwer, 1944-1986.

## Opleiding en oorlogsjaren
Becu deed de driejarige HBS in Oostburg. Hij behaalde zijn diploma in 1938. Daarna behaalde hij door zelfstudie en begeleiding van praktijkmensen net voor het uitbreken van de oorlog het weg- en waterbouwkundediploma Zeeland. Hij is daarna gemobiliseerd en heeft nog even aan de gevechten deelgenomen en is toen als krijgsgevangene door de Duitsers geïnterneerd. Hij kon vrij snel uit deze gevangenschap terugkeren naar Zeeuws-Vlaanderen. Hij ging aan de slag bij Domeinen en werkte bij de landaanwinning bij Melissant op Goeree-Overflakkee. In 1941 ging hij naar inpolderingswerken op Rozenburg bij Hoek van Holland. Zijn poging om naar Engeland te gaan mislukte. Enige tijd later moest hij als werker aan de inpoldering een loyaliteitsverklaring tekenen, wat hij weigerde. Hij vertrok naar Zeeuws-Vlaanderen waar hij ondergronds ging en voor de geallieerden gegevens verzamelde over Duitse stellingen.

## Na de oorlog

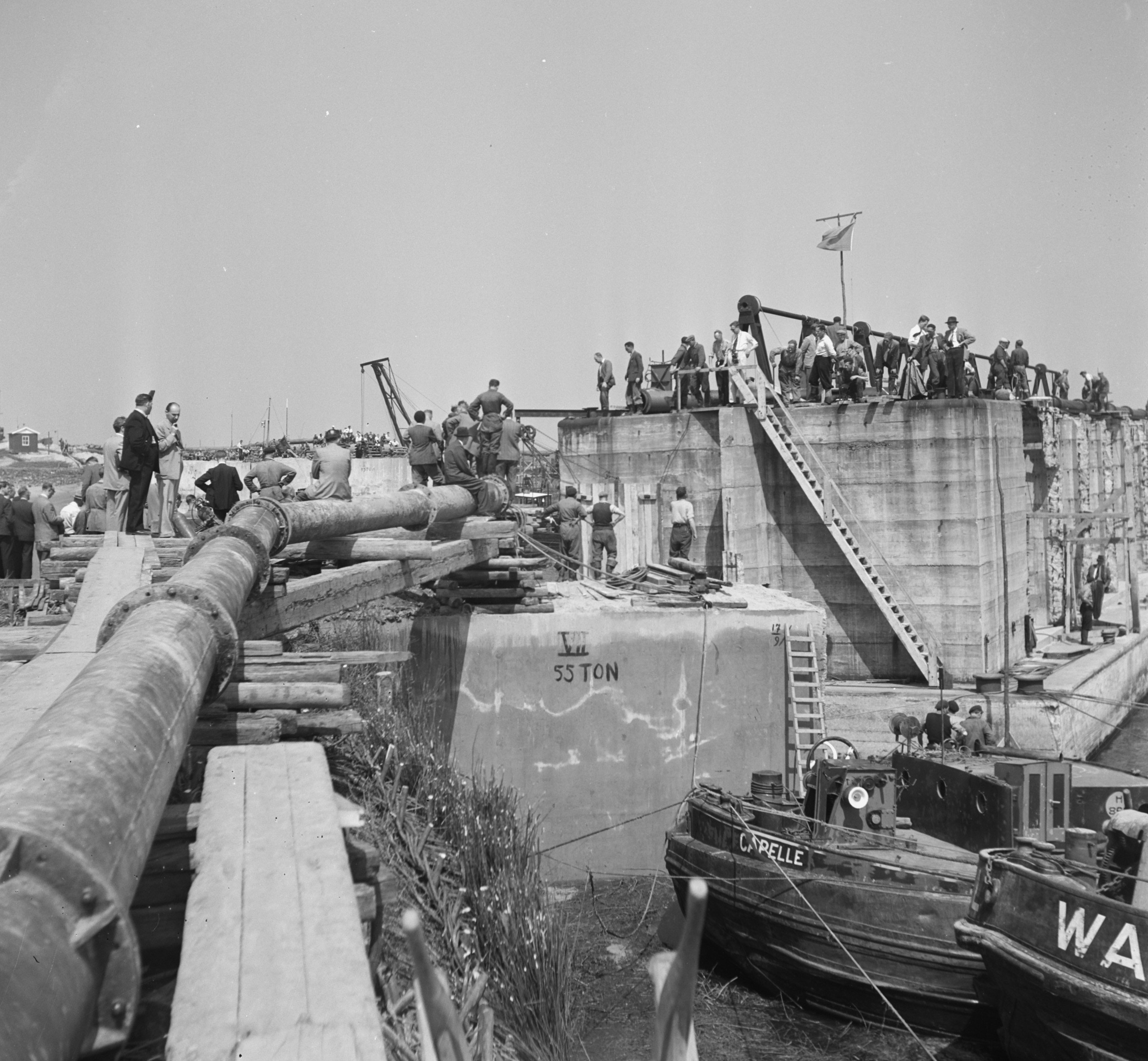
Braakman, dichten van de dijk, 28 juni 1952

Na afloop van de oorlog betaalde Domeinen zijn salaris over de gehele periode uit, want hij had formeel geen ontslag genomen en was niet ontslagen. Hij kreeg een bureaufunctie in Den Haag, en was daar niet gelukkig. Hij accepteerde dan ook graag een overplaatsing naar de inpolderingen van het Sloe. Daarna werd hij overgeplaatst naar de werken voor het afsluiten van de Braakman. Die afsluiting is gedaan met kleine caissons die over waren van de landing in Normandië. Dat bleek moeilijk te gaan. Het waren bakken zonder bodem, en door het wiebelen was het lastig om de sluiting waterdicht te krijgen. Maar de afsluiting was na het plaatsen van het grote Phoenix-caisson wel een feit, tot verdriet van de vissers uit Philippine.

## Watersnoodramp 1953

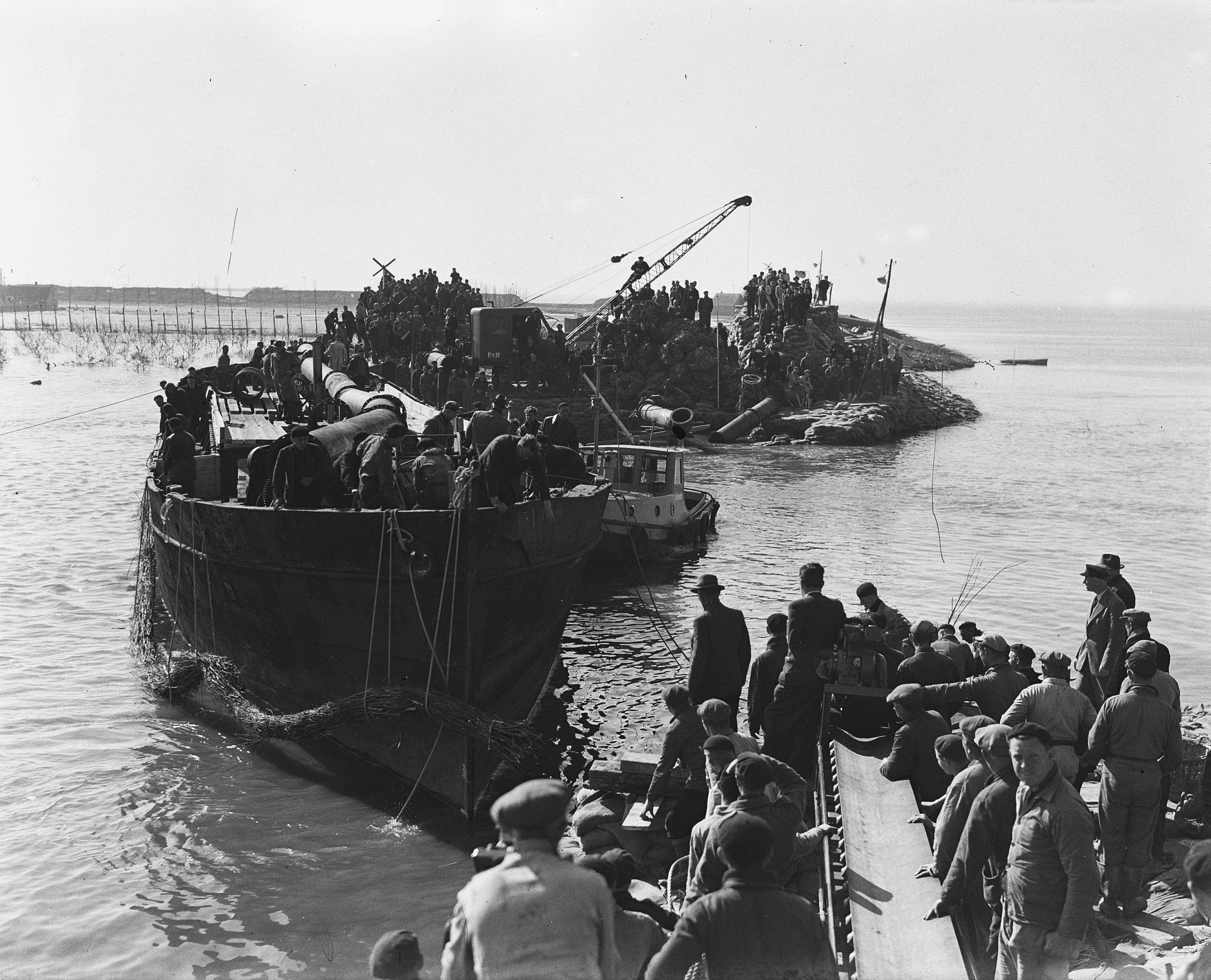
Afzinken van het schip bij Rilland Bath (1953)

Ten tijde van de Watersnoodramp van 1953 woonde hij in Hoek, in verband met het afsluiten van de Braakman. Door de inpoldering bleef de Braakman gespaard. Becu werd ingezet bij het sluiten van de doorbraak in de Nieuw-Neuzenpolder. Voor het afsluiten van de grotere doorbraken werd hij later dat jaar ingezet bij Rilland, een afsluiting die gerealiseerd werd door het afzinken van een schip in het sluitgat. Met name door die ervaringen bij het dichten van de stroomgaten in 1953 had hij jaren later grote twijfels bij de discussie over het niet-afsluiten van de Oosterschelde.

## Deltawerken

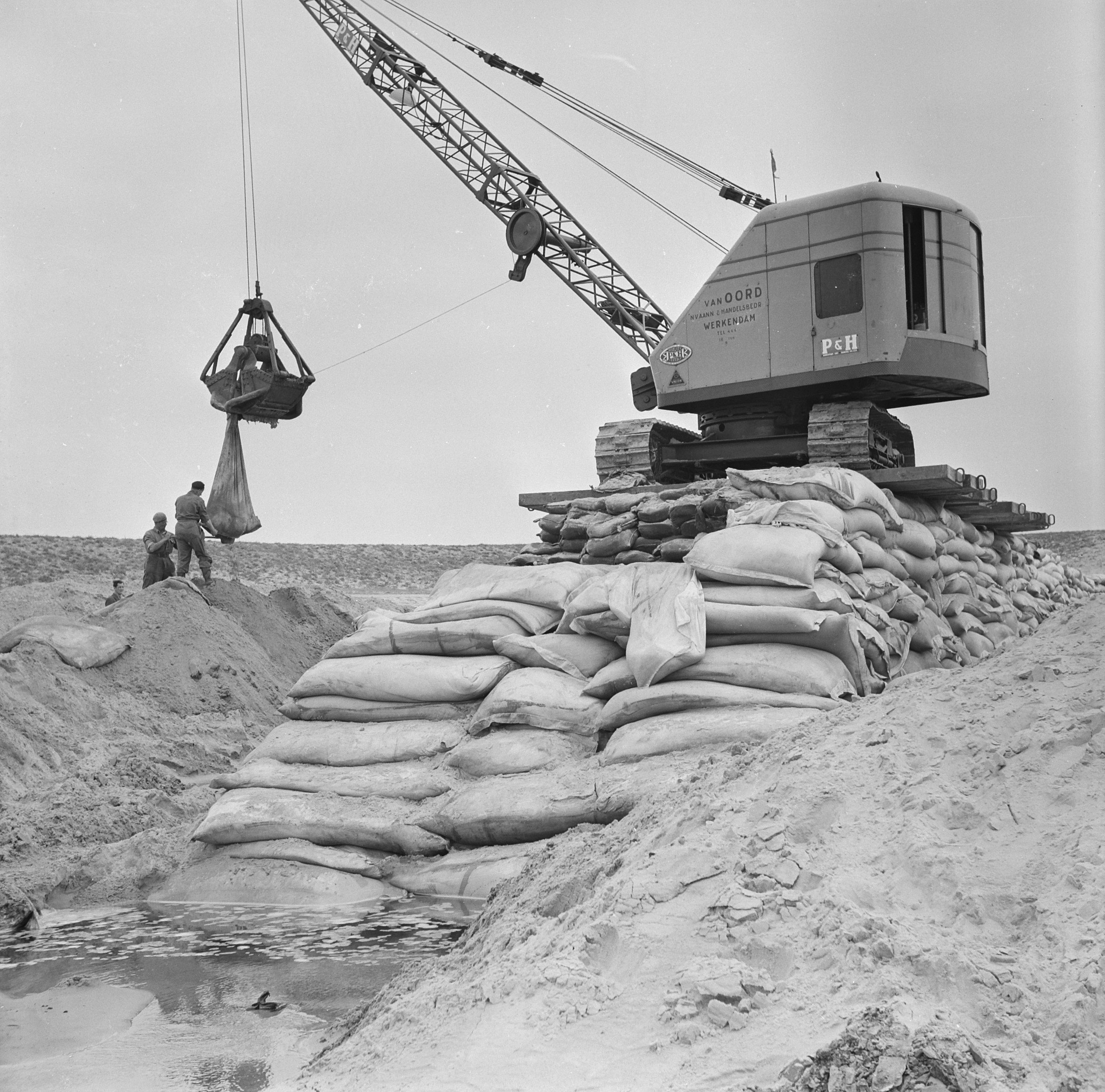
Operatie Nylon (1958)

In 1957 was Becu betrokken bij operatie Nylon, de afsluiting van de Pluimpot, als voorbereiding op de Deltawerken. In 1959 werkte hij als assistent van ir. P.H. v.d. Weele, de uitvoerend ingenieur van de Deltawerken bij Bruinisse. Als logische gevolg van zijn werk bij het dichten van de doorbraken is hij intensief betrokken bij de uitvoering van de Deltawerken. Hij was niet betrokken bij het ontwerpen, maar had voor de opdrachtgever (Rijkswaterstaat) wel het toezicht op de uitvoering. Het karakter van de Deltawerken was dat er een intensieve samenwerking was tussen de aannemers en de opdrachtgever. Een integer persoon als Becu speelde daarin een belangrijke rol. De aannemer van de Oosterscheldewerken (DOSbouw) heeft hem met een aanbod van een heel goed salaris geprobeerd over te laten stappen, maar dat heeft hij geweigerd. Door zijn ervaring werd Becu de technisch hoofdtoezichthouder op alle natte werken.
In 1980 vierde hij zijn veertigjarig jubileum.

## Dagboek
Becu is vooral bekend geworden door de publicatie van een bewerking van zijn dagboeken. Van 1936 tot 1986 heeft hij zijn leven en werk in dagboeken beschreven. De PZC journalisten Dolf Snel en Kees Cijsouw hebben deze dagboeken bewerkt en uitgegeven, met foto's van Wim Riemens.

## Andere activiteiten
Becu was 20 jaar gemeenteraadslid, eerst in Bruinisse, later in Zierikzee. Ook heeft hij ruim acht jaar voor de VVD in de Provinciale Staten van Zeeland gezeten. Daarnaast was hij een hobbyschilder en heeft regelmatig in Zierikzee geëxposeerd.

## Persoonlijk
Hij was een zoon van waterbouwkundige Jozias Becu en Jacoba Jacomina van den Hamer. Vader was bouwkundig ambtenaar van het waterschap Cadzand en gemeenteraadslid aldaar. Zelf trouwde hij in 1950 met Jozina Johanna (Sien) de Bruijne (1925-2016) uit Cadzand, die hij al voor de oorlog had leren kennen.
Abraham en Willy waren zijn broer en zus
- International Standard Name Identifier: 0000 0000 3469 3408
- Virtual International Authority File: 3955505